# プロビデンス・ブルーインズ
プロビデンス・ブルーインズ（Providence Bruins）はアメリカ合衆国ロードアイランド州プロビデンスを本拠としている、アメリカン・ホッケー・リーグ（AHL）のチームである。NHLのボストン・ブルーインズ傘下のチームで、本拠地はダンキンドーナツ・センター（英: Dunkin' Donuts Center)。ボストン・ブルーインズのユニフォームの胸文字「B」が「P」になったユニフォームを使用している。
プロビデンス・ブルーインズは1992年-1993年シーズンから、Maine Marinersを移転させる形で誕生した。チームは、1999年にAHLのプレーオフを勝ち抜き優勝（カルダーカップ）、それ以来優勝はないもののプレーオフ常連チームとなっている。